# سام جيرسون
سام جيرسون (بالإنجليزية: Sam Gerson)‏ هو مصارع هاوي أمريكي، ولد في 30 نوفمبر 1895 في Tymky ‏ في أوكرانيا، وتوفي في 30 سبتمبر 1972 في فيلادلفيا في الولايات المتحدة بسبب نوبة قلبية.

## وصلات خارجية
- سام جيرسون على موقع أوليمبيديا (الإنجليزية)